# Улрих Померански
Улрих Померански (на немски: Ulrich von Pommern; * 12 август 1589, Барт; † 31 октомври 1622, Пшибернув, Полша) е евангелийски епископ на Камин (1618 – 1622) и неуправляващ херцог на Померания.

## Биография
Той е най-малкият син на померанския херцог Богислав XIII (1544 – 1606) от фамилията Грайфи и първата му съпруга херцогиня Клара фон Брауншвайг-Люнебург (1550 – 1598), дъщеря на княз Франц фон Брауншвайг и Люнебург, княз на Гифхорн, и съпругата му Клара фон Саксония-Лауенбург.
През април 1602 г. Улрих се записва да следва в университет Росток.
Улрих и братята му се разбират след смъртта на баща им за подялба на наследството. Улрих като най-малкият получава годишна рента. След смъртта на най-големия му бездетен брат херцог Филип II през 1618 г. брат му епископ Франц I го последва като херцог на Херцогство Померания-Щетин и напуска епископство Камин. Така през 1618 г. Улрих получава службата епископ на Камин и резидира в Кьослин.
Улрих Померански умира на 33 години на 31 октомври 1622 г. и е погребан в дворцовата църква в Щетин.

## Фамилия
Улрих се жени на 7 февруари 1619 г. във Волфенбютел за принцеса Хедвиг фон Брауншвайг-Волфенбютел (1595 – 1650) в присъствието на 16 управляващи князе. Тя е дъщеря на Хайнрих Юлий, княз на Брауншвайг-Волфенбютел, и втората му съпруга принцеса Елизабет Датска. Бракът трае само три години и е бездетен.